# Tinonee
Tinonee – miasto w Australii, w stanie Nowa Południowa Walia.